# Sematophyllum scorpiurus
Sematophyllum scorpiurus är en bladmossart som beskrevs av Mitten 1869. Sematophyllum scorpiurus ingår i släktet Sematophyllum och familjen Sematophyllaceae. Inga underarter finns listade i Catalogue of Life.